# Баландугу (Гвинея)
Вижте пояснителната страница за други значения на Баландугу.
Баландугу (на френски: Balandougou) е град и община в източна Гвинея, регион Канкан, префектура Канкан. Населението на общината през 2014 година е 27 554 души.